# OMD (CROWN POPの曲)
『OMD』（オーマイダーリン）は、CROWN POPの6thシングル。2022年1月4日にMUSIC@NOTEから発売された。

## 概要
CROWN POPが2022年1月4日にリリースしたシングル。MUSIC@NOTEに所属してから6作目のシングルである。
タイトルの『OMD』は「オーマイダーリン」（Oh My Darlin’）と読む。
ジャケット写真は4コママンガをベースにしたポップでカラフルなビジュアル。パーティを始めようと、さまざまなアイテムを持ち寄る5人の姿が特徴のデザインとなっている。シングルのバックカバーは、通常盤ジャケットのイラストバージョンで、イラストレーター・サクサク39太郎が描き下ろした。
全国流通する通常盤と、イベント会場限定の「メンバーソロジャケットバーション」の5形態の全6形態が発売される。「メンバーソロジャケットバーション」は各形態ごとに異なるボーナストラック1曲を収録している。
販売形態
OMD〈通常盤〉（全国流通盤、MUTE-0051）
OMD〈りなてぃー盤〉（イベント会場限定販売、MUTE-0052）
OMD〈いぶいぶ盤〉（イベント会場限定販売、MUTE-0053）
OMD〈さほるん盤〉（イベント会場限定販売、MUTE-0054）
OMD〈あいたん盤〉（イベント会場限定販売、MUTE-0055）
OMD〈みぃあ盤〉（イベント会場限定販売、MUTE-0056）
2022年1月3日付、オリコンデイリーランキング3位。

## 収録曲
| #  | タイトル                                       | 作詞      | 作曲                        | 編曲                        |
| -- | ---------------------------------------------- | --------- | --------------------------- | --------------------------- |
| 1. | 「OMD」                                        | バグベア  | バグベア                    | バグベア                    |
| 2. | 「アンビバレント・ハイウェイ」                 | 児玉雨子  | イイジマケン おかだともなり | イイジマケン おかだともなり |
| 3. | 「君色ロード」                                 | CROWN POP | YAMA-Boo                    | 伊藤ヒロシ                  |
| 4. | 「OMD（Instrumental）」                        |           | バグベア                    | バグベア                    |
| 5. | 「アンビバレント・ハイウェイ（Instrumental）」 |           | イイジマケン おかだともなり | イイジマケン おかだともなり |
| 6. | 「君色ロード（Instrumental）」                 |           | YAMA-Boo                    | 伊藤ヒロシ                  |

OMD
イントロからアウトロまで休みなく盛り上がり、新たな年の始まりを彩るパーティチューン
12月19日にミュージックビデオを公開した。メンバーがグループカラーである青色のつなぎを着て楽しく掃除をするシーンで始まり、メンバーがそれぞれ王子役とプリンセス役でペアになり、舞踏会のようなペアダンスを踊り出す内容。2022年1月24日にMVメイキング映像、1月31日にドレスverのMVを公開した。
12月24日に先行配信
アンビバレント・ハイウェイ
ノスタルジックなサウンドが印象的な切ないラブソング
君色ロード
CROWN POPメンバー5人が初めて作詞
困難の中にいる人、壁を乗り越えようと奮闘する人の背中を力強く押すメッセージソング
2022年1月1日に先行配信

### ボーナストラック
5形態ある「メンバーソロジャケットバーション」はボーナストラックとして各形態ごとに異なる1曲を収録する。
OMD(RPG ver.)
「OMD〈りなてぃー盤〉」に収録
アンビバレント・ハイウェイ(青春コンクール ver.)
「OMD〈いぶいぶ盤〉」に収録
君色ロード(新商品発表 ver.)
「OMD〈さほるん盤〉」に収録
OMD(感動のクライマックス ver.)
「OMD〈あいたん盤〉」に収録
アンビバレント・ハイウェイ(眠れぬ夜 ver.)
「OMD〈みぃあ盤〉」に収録